# Elecciones seccionales de Ecuador de 1962
Las elecciones seccionales de Ecuador de 1962 se realizaron para elegir los cargos de alcaldes municipales para el periodo 1962-1965, habiendo sido extendidos los períodos de los alcaldes. 

## Resultados a alcaldías
| Ciudad     | Provincia  | Alcalde elegido                | Partido o alianza |
| ---------- | ---------- | ------------------------------ | ----------------- |
| Cuenca     | Azuay      | Severo Espinoza Valdivieso     | PCE               |
| Guaranda   | Bolívar    | José Q. Coloma de Mora         |                   |
| Azogues    | Cañar      | Julio Jaramillo Arízaga        | PCE               |
| Tulcán     | Carchi     | Julio Robles Castillo          | PCE               |
| Riobamba   | Chimborazo | Abraham Romero Cabrera         | PLRE              |
| Latacunga  | Cotopaxi   | Rafael Cajiao Enríquez         | PCE               |
| Machala    | El Oro     | Boanerges Ugarte Valarezo      | CFP               |
| Esmeraldas | Esmeraldas | Jorge Jalil Zambrano           |                   |
| Guayaquil  | Guayas     | Assad Bucaram Elmhalin         | CFP               |
| Ibarra     | Imbabura   | José Tobar y Tobar             |                   |
| Loja       | Loja       | Vicente Burneo Burneo          | FNV               |
| Babahoyo   | Los Ríos   | Jorge Vargas Machuca Gutiérrez | PLRE              |
| Portoviejo | Manabí     | Federico Bravo Bazurto         |                   |
| Quito      | Pichincha  | Jorge Vallarino Donoso         | PCE               |
| Ambato     | Tungurahua | César Augusto Salazar Chávez   | PLRE              |